# توماس نوردگرن
توماس نوردگرن (سوئدی: Thomas Nordgren؛ زادهٔ ۱۰ اوت ۱۹۵۶) بازیکن بسکتبال اهل سوئد بود. وی در بازی‌های المپیک تابستانی ۱۹۸۰ شرکت کرده‌است.